# Santo Amaro (Espanha)

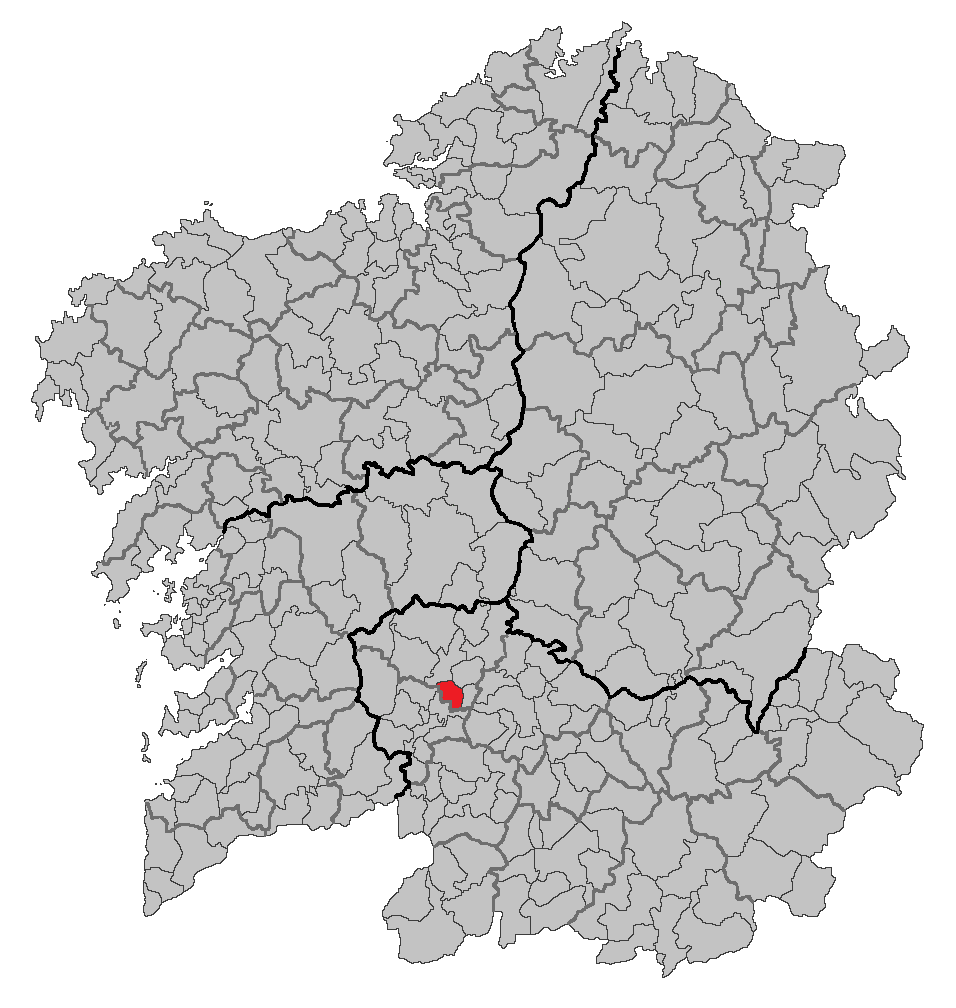
Localização de San Amaro

Santo Amaro (em galego, San Amaro) é um município da Espanha na província 
de Ourense, 
comunidade autónoma da Galiza, de área 28,95 km² com 
população de 1355 habitantes (2007) e densidade populacional de 47,31 hab/km².

## Demografia
| Variação demográfica do município entre 1991 e 2004 | Variação demográfica do município entre 1991 e 2004 | Variação demográfica do município entre 1991 e 2004 | Variação demográfica do município entre 1991 e 2004 |
| --------------------------------------------------- | --------------------------------------------------- | --------------------------------------------------- | --------------------------------------------------- |
| 1991                                                | 1996                                                | 2001                                                | 2004                                                |
| 1647                                                | 1656                                                | 1431                                                | 1371                                                |

## Patrimônio
- Castro de San Cibrao de Las.